# Привілля (Близнюківська селищна громада)
Приві́лля — село в Україні, у Близнюківській селищній громаді Лозівського району Харківської області. Населення становить 17 осіб. До 2020 орган місцевого самоврядування — Новонадеждинська сільська рада.

## Географія
Село Привілля примикає до села Новотроїцьке. На території села є ставок.

## Історія
- 1825 - дата заснування.
- 12 червня 2020 року, відповідно до Розпорядження Кабінету Міністрів України № 725-р «Про визначення адміністративних центрів та затвердження територій територіальних громад Харківської області», увійшло до складу Близнюківської селищної громади.[1]
- 19 липня 2020 року, в результаті адміністративно-територіальної реформи та ліквідації Близнюківського району, увійшло до складу Лозівського району Харківської області.[2]

## Економіка
- В селі є молочно-товарна ферма.